# Tragwein
Tragwein est une commune autrichienne du district de Freistadt en Haute-Autriche située au nord du Danube.

## Jumelages
- Amöneburg (Allemagne)[2]
- Château-Garnier (France)